# Lista de peixes extintos
Os Peixes, animais tipicamente aquáticos, formam uma abrangente superclasse com milhões de espécies, mas estima-se que 20% da fauna de peixes no mundo esteja extinta ou sob risco de extinção.

## Espécies extintas

### ClasseActinopterygii

#### OrdemCyprinodontiformes
Também chamada de Microcypini, constituída em sua maioria por pequenos peixes de água doce.

##### FamíliaCyprinodontidae
- Cyprinodon arcuatus - (Minckley & Miller, 2002), EUA.
- Cyprinodon ceciliae - (Lozano Vilano & Contreras-Balderas, 1993), México.
- Cyprinodon inmemoriam - (Lozano Vilano & Contreras-Balderas, 1993), México.
- Cyprinodon latifasciatus - (Garman, 1881), México.
- Orestias cuvieri - Bolívia e Peru.

#### OrdemPerciformes
Como exemplo os peixes da espécie perca, atum, cavala, entre outros.

##### FamíliaCichlidae
- Haplochromis arcanus - (Greenwood & Gee, 1969), Quénia, Tanzânia e Uganda.
- Haplochromis artaxerxes - (Greenwood, 1962), Uganda.
- Haplochromis bartoni - (Greenwood, 1962), Quénia, Tanzânia e Uganda.
- Haplochromis boops - (Greenwood, 1967) Quénia, Tanzânia e Uganda.
- Haplochromis cassius - (Greenwood & Barel, 1978), Quénia, Tanzânia e Uganda.
- Haplochromis decticostoma - (Greenwood & Gee, 1969), Quénia, Tanzânia e Uganda.
- Haplochromis dentex - (Regan, 1922), Quénia, Tanzânia e Uganda.
- Haplochromis estor - (Regan, 1929), Quénia, Tanzânia e Uganda.
- Haplochromis flavipinnis - (Boulenger, 1906) Quénia, Tanzânia e Uganda.
- Haplochromis gilberti - (Greenwood & Gee, 1969) Quénia, Tanzânia e Uganda.
- Haplochromis longirostris - (Hilgendorf, 1888) Quénia, Tanzânia e Uganda.
- Haplochromis macrognathus - (Regan, 1922), Quénia, Tanzânia e Uganda.
- Haplochromis mandibularis - (Greenwood, 1962), Quénia, Tanzânia e Uganda.
- Haplochromis martini - (Boulenger, 1906) Quénia, Tanzânia e Uganda.
- Haplochromis michaeli - (Trewavas, 1928), Quénia, Tanzânia e Uganda.
- Haplochromis nanoserranus - (Greenwood & Barel, 1978), Quénia, Tanzânia e Uganda.
- Haplochromis nigrescens - (Pellegrin, 1909) Quénia, Tanzânia e Uganda.
- Haplochromis nyanzae - Greenwood, 1962, Quénia, Tanzânia e Uganda.
- Haplochromis obtusidens - (Trewavas, 1928) Quénia, Tanzânia e Uganda.
- Haplochromis pachycephalus - (Greenwood, 1967), Quénia, Tanzânia e Uganda.
- Haplochromis paraguiarti - (Greenwood, 1967), Quénia, Tanzânia e Uganda.
- Haplochromis paraplagiostoma - (Greenwood & Gee, 1969), Quénia, Tanzânia e Uganda.
- Haplochromis percoides - (Boulenger, 1906), Quénia, Tanzânia e Uganda.
- Haplochromis pharyngomylus - (Regan, 1929), Quénia, Tanzânia e Uganda.
- Haplochromis prognathus - (Pellegrin, 1904) Quénia, Tanzânia e Uganda.
- Haplochromis pseudopellegrini - (Greenwood, 1967), Quénia, Tanzânia e Uganda.
- Haplochromis teegelaari - (Greenwood & Barel, 1978), Quénia, Tanzânia e Uganda.
- Haplochromis thuragnathus - (Greenwood, 1967), Quénia, Tanzânia e Uganda.
- Haplochromis xenostoma - (Regan, 1922) Quénia, Tanzânia e Uganda.

#### OrdemSiluriformes
Como exemplos os peixes-gato.

##### FamíliaIctaluridae
- Noturus trautmani - Bagre de Ohio - (Taylor, 1969) EUA - Extinta em 2013.

##### FamíliaTrichomycteridae
- Rhizosomichthys totae - Colômbia.

#### OrdemSynbranchiformes
Como exemplo a espécie muçum (ou mussum).

##### FamíliaMastacembelidae
- Macrognathus pentophthalmos - Sri Lanka.